# Montréal-Ouest
Pronunciação
Montreal West é uma cidade localizada na província de Quebec no Canadá.